# Сокольники (Верушовський повіт)
Сокольники (пол. Sokolniki) — село в Польщі, у гміні Сокольники Верушовського повіту Лодзинського воєводства.
Населення — 1487 осіб (2011).
У 1975-1998 роках село належало до Каліського воєводства.

## Демографія
Демографічна структура станом на 31 березня 2011 року:
|          | Загалом | Допрацездатний вік | Працездатний вік | Постпрацездатний вік |
| -------- | ------- | ------------------ | ---------------- | -------------------- |
| Чоловіки | 729     | 158                | 502              | 69                   |
| Жінки    | 758     | 133                | 454              | 171                  |
| Разом    | 1487    | 291                | 956              | 240                  |